# Of Dawn and of Ice
Of Dawn and of Ice è un EP di musica dark ambient, pubblicato il 16 novembre 2009 dall'etichetta Power & Steel.

## L'album
L'EP contiene quattro tracce, eseguite da due noti artisti dark ambient: Kammarheit e Phelios; il primo esegue le prime due, il secondo le altre.

## Tracce
1. The Hierophant (Pär Boström) – 07:28
2. Dreams and Seracs (Boström) – 06:14
3. Cold Vision (Martin Stürtzer) – 06:41
4. White Ashes (Stürtzer) – 06:29

## Formazione
- Kammarheit – tastiere, programmazione
- Phelios – tastiere, programmazione